# 이재호 (희극인)
이재호(1985년 9월 25일 ~ )은 대한민국의 희극 배우이다.

## 출연작

### 방송
- 《웃찾사》 (SBS)
  - 〈뿌리 없는 나무〉
- 《개그투나잇》 (SBS)